# La Talaia (els Omellons)
La Talaia és una muntanya de 454 metres que es troba entre els municipis dels Omellons i Vinaixa, a la comarca catalana de les Garrigues.